# وسام طوبال
وسام طوبال (من مواليد 18 يناير 1984) هي لاعبة شطرنج جزائرية تحمل لقب أستاذة دولية في الشطرنج (WIM، 2005) من الاتحاد الدولي للشطرنج.

## سيرة
شاركت في بطولة العالم للشطرنج للشباب في مختلف الفئات العمرية. وفي عام 2001، حصلت على الميدالية البرونزية في بطولة إفريقيا للسيدات للشطرنج في القاهرة. في عام 2001، شاركت في بطولة العالم للسيدات للشطرنج بنظام خروج المغلوب وخسرت في الجولة الأولى أمام أليسا جالياموفا. في عام 2003، لعبت لصالح الجزائر في بطولة الشطرنج للألعاب الإفريقية وفازت بالميداليات الذهبية الجماعية والفردية. في عام 2005، حصلت على المركز الثالث في بطولة العالم للسيدات للشطرنج في منطقة إفريقيا.
لعبت للجزائر في أولمبياد الشطرنج للسيدات:
- في عام 2002، في مجلس الاحتياطي الأول في أولمبياد الشطرنج الخامس والثلاثين (سيدات) في بليد (+1، =2، -2).
- في عام 2006، في اللوحة الأولى في أولمبياد الشطرنج السابع والثلاثين (سيدات) في تورينو (+6، =0، -6).

في عام 2005، حصلت توبال على لقب أستاذة من الاتحاد الدولي للشطرنج للسيدات (WIM).

## روابط خارجية
- وسام طوبال على موقع الاتحاد الدولي للشطرنج (الإنجليزية)
- وسام طوبال على موقع مباريات الشطرنج (الإنجليزية)
- وسام طوبال على موقع 365Chess.com (الإنجليزية)
- وسام طوبال على موقع Chesstempo.com (الإنجليزية)
- وسام طوبال سجل أولمبياد الشطرنج للسيدات على موقع OlimpBase.org (الإنجليزية)
- صفحة اللاعب «وسام طوبال» على موقع مباريات الشطرنج